# (612911) 2004 XR190

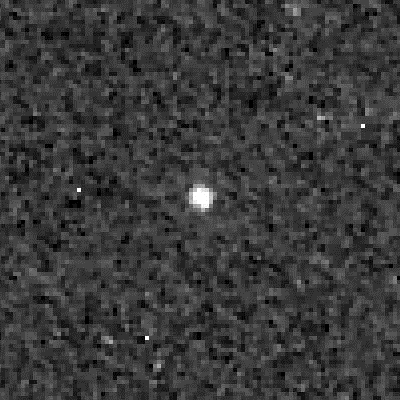
Foto en la que aparece

2004 XR190 es la designación provisional de un objeto transneptuniano del disco disperso. Astrónomos dirigidos por Lynne Allen de la Universidad de Columbia Británica hicieron el descubrimiento como parte del Legacy Survey, usando el Telescopio de Canadá-Francia-Hawaii. El objeto, hasta ahora, ha sido apodado Buffy, por el nombre del personaje de ficción.
2004 XR190 es particularmente especial por dos razones. Con una inclinación de 47° (grados), es el objeto descubierto más inclinado, viajando de «arriba abajo» y de «izquierda a derecha» alrededor del Sol sobre la eclíptica. Segundo, tiene una órbita inusualmente circular para un objeto del disco disperso.
El objeto tiene un diámetro estimado de entre 500 y 1000 km (kilómetros), entre un cuarto y la mitad del tamaño de Plutón, y orbita a entre 52 y 62 UA (unidades astronómicas) del Sol.